# Колесник, Виктор Павлович
Виктор Павлович Колесник (родился 19 июля 1960, с. Подвысокое Боровского района, Харьковская область, УССР) — украинский юрист, Судья Конституционного Суда Украины (с 27 января 2016). Член-корреспондент НАПрН Украины. Доктор юридических наук, профессор.
В 1985 г. окончил Харьковский юридический институт (ныне — Национальный юридический университет имени Ярослава Мудрого), где остался работать на должностях от стажиста-исследователя до профессора кафедры конституционного права Украины.
В 2001—2004 гг. работал начальником Управления планирования и координации правовых исследований в Украине Академии правовых наук Украины.
С 2004—2016 профессор кафедры конституционного права Украины Национального юридического университета имени Ярослава Мудрого.
В 2016 стал судьёй Конституционного суда Украины по квоте президента Украины.
1 ноября 2018 года включён в санкционный список России.